# Rafael Greca
Rafael Valdomiro Greca de Macedo (Curitiba, 17 de março de 1956), mais conhecido como Rafael Greca ou simplesmente Greca é um economista, engenheiro, urbanista, escritor, poeta, editor, historiador e político brasileiro filiado ao Partido Social Democrático (PSD). Foi prefeito da cidade de Curitiba, cargo que exerceu por três vezes, tendo sido eleito em 1992, 2016 e reeleito em 2020.
Já ocupou cargos de vereador, deputado estadual constituinte, prefeito de Curitiba, deputado federal e ministro de Estado do Esporte e Turismo.

## Biografia
Rafael Greca é filho de Terezinha Greca de Macedo, de raízes vêneto-calabresas, e do engenheiro Eurico Dacheux de Macedo, de ascendência francesa e portuguesa, é viúvo da jornalista Margarita Sansone, a qual foi a óbito em 20 de agosto de 2024.

### Vida pública
Iniciou sua vida política em 1982, filiando-se ao PDS. Em 1983, ingressou no Partido Democrático Trabalhista (PDT), partido que deixou em 1997, juntamente com Jaime Lerner e Cássio Taniguchi. No mesmo ano após a saída do PDT, Greca, Lerner e Taniguchi ingressaram no Partido da Frente Liberal (PFL). Em 2003 deixou o PFL e filiou-se ao PMDB onde permaneceu até 2015. Em setembro de 2015, Greca deixou o PMDB e ingresso no Partido da Mobilização Nacional (PMN).
Em 1997, acompanhando o grupo político liderado pelo então governador Jaime Lerner, é convidado para ocupar cargos no primeiro escalão do governo, sendo indicado e assumindo como secretário de Planejamento e Coordenação Geral do estado do Paraná em 1997 e secretário-chefe da Casa Civil de 1997 a 1998. Em 1998 foi eleito deputado federal, tendo sido o mais votado do Paraná com 226.554 votos.
Foi ministro de Esporte e Turismo no segundo governo FHC, entre janeiro de 1999 e 2000. Em março de 1999, Greca foi admitido por FHC à Ordem do Mérito Militar no grau de Grande-Oficial especial. Mais tarde no mesmo ano, o ministério público federal entrou na Justiça com ação de improbidade administrativa contra o então Ministro dos Esportes, seu ex-assessor e mais oito pessoas ligadas a casas de bingo do Distrito Federal. Greca e seu ex-assessor foram acusados de envolvimento com a máfia dos bingos e autorizar irregularmente a instalação de máquinas caça-níquel. Por esse motivo, em maio de 2000 Rafael Greca renuncia o ministério e foi sucedido por Carlos Carmo Melles (2000 a 2002).
Presidiu a comissão de Ministros de Estado do Brasil e de Portugal que conduziu a celebração dos 500 anos do descobrimento do Brasil. Também foi conferencista do Convênio Internacional sobre Urbanismo Social, realizado em Nápoles, na Itália, promovido pelo UniCredit e presidido pelo Ministro do Interior da Itália, Guiliano Amato.
De 1 de dezembro de 2000 a 2 de janeiro de 2002 foi secretário da Comunicação Social do estado do Paraná, nomeado pelo governador Jaime Lerner. Chegou a ser pré-candidato ao governo do estado durante a convenção do PFL, em junho de 2002, sendo derrotado dentro do partido, que preferiu apoiar o candidato do Partido da Social Democracia Brasileira (PSDB), Beto Richa, nas eleições de outubro. Optou por ser candidato ao legislativo estadual, elegendo-se com 51.921 votos como deputado estadual do Paraná. Buscou a reeleição nas eleições de 2006, obtendo apenas 34.736 votos, entrando no quadro de suplentes do legislativo estadual paranaense pelo PMDB. Em 2006 foi também um dos coordenadores da campanha de Roberto Requião no segundo turno das eleições para governador, que se reelegeu derrotando Osmar Dias (PDT).
Em 1 de fevereiro de 2007 tomou posse como presidente da Companhia de Habitação do Paraná (Cohapar). Nas eleições de 2010, concorreu mais uma vez a deputado estadual do Paraná pelo PMDB e obteve 29.867 votos, não sendo eleito. Em 2011, Roberto Requião assume um novo mandato no Senado Federal e Greca foi nomeado assessor comissionado do senador, ficando no cargo cinco anos. Nas eleições de outubro de 2014, Greca foi candidato a deputado federal e obteve pouco mais que 37 mil votos, não sendo eleito.

#### Prefeitura de Curitiba

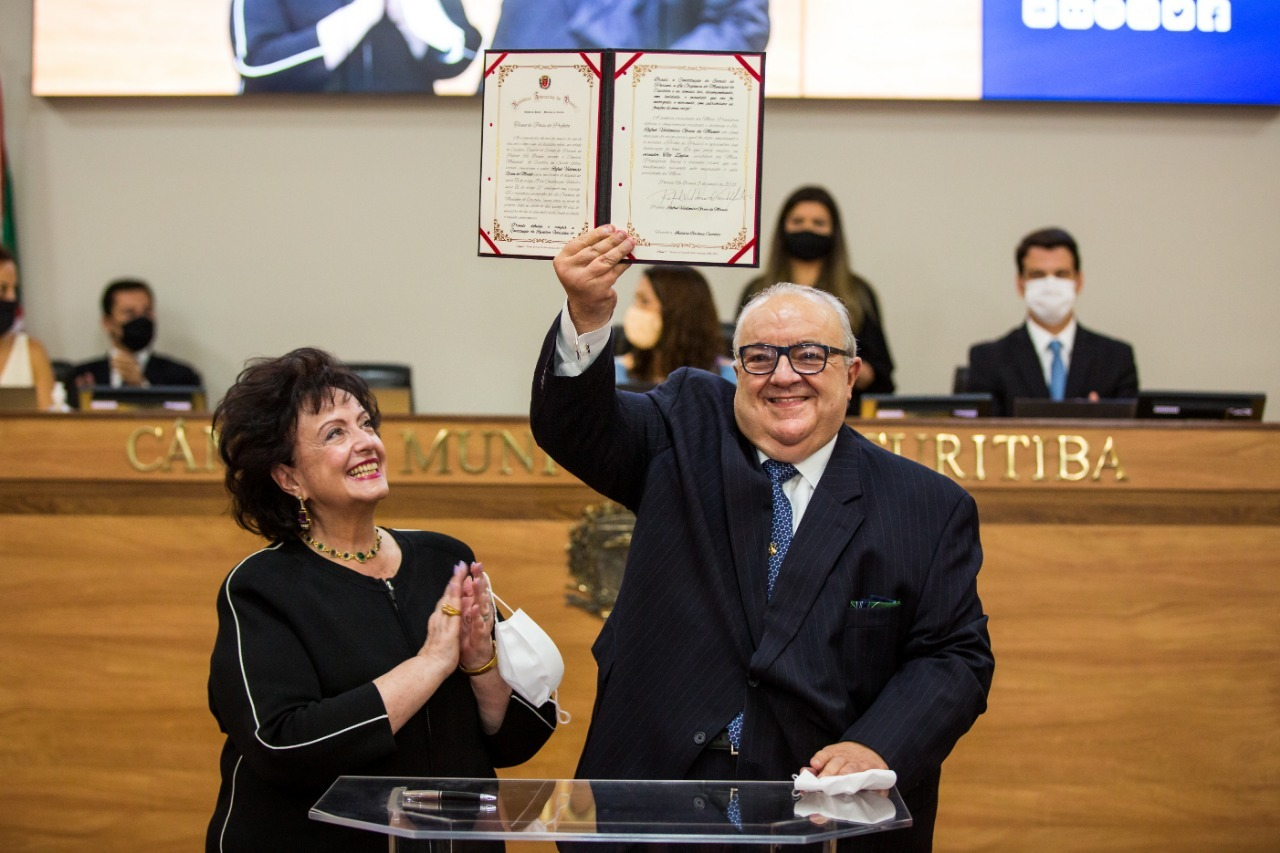
Greca toma posse em seu terceiro mandato.

Nas eleições de outubro de 1992 concorreu a prefeitura de Curitiba, sendo eleito no primeiro turno pelo PDT. Foi prefeito de Curitiba de 1993 a 1997. Nas eleições de outubro de 2012, concorreu novamente à prefeitura de Curitiba pelo PMDB, ficando em quarto lugar, recebendo 101.866 votos (10,45%).
Rafael Greca foi eleito pelo PMN novamente prefeito de Curitiba na eleição municipal de 2016. Ele disputou o segundo turno contra o deputado Ney Leprevost (PSD). Na votação do dia 30 de outubro, Greca teve mais de 461 mil votos, enquanto que Leprevost recebeu cerca de 405 mil votos.
Em 2020 foi reeleito prefeito de Curitiba no primeiro turno, pelo partido DEM, tendo recebido 499.821 votos (59,74% do total de votos válidos),tendo Eduardo Pimentel, neto do ex-governador Paulo Pimentel, como seu candidato a vice-prefeito Posteriormente, ainda no cumprimento do mandato, mudou de partido, migrando do recém criado UNIÃO para o PSD, partido do governador Ratinho Júnior.

### Vida acadêmica e profissional
É formado em Economia pela Fundação de Estudos Sociais do Paraná (FESP) em 1977, e em Engenharia Civil, com especialização em Urbanismo pela Universidade Federal do Paraná em 1978.
É membro concursado do Instituto de Pesquisa e Planejamento Urbano de Curitiba.
É escritor, poeta, editor e pesquisador de história. É membro da Academia Paranaense de Letras e do Instituto Histórico e Geográfico do Paraná. Ajudou na publicação das seguintes obras:
- Jovens Escritores
- Cada um cai do bonde como pode
- Boletins da Casa Romário Martins
- Os Caminhos da Pavimentação em Curitiba
- Romário Martins - Um Punhado de Terra Natal
- Freguês de caderno
- Memórias da sorte & do azar - histórias e estórias do Cassino Ahú em Curitiba
- Memória de vida, Lineu Ferreira do Amaral
- Memórias de vida, Francisco Accioly Filho
- Ruínas de São Francisco
- Vila São Pedro: o bairro na história da cidade
- Carnaval de Curitiba em 1884
- 7 quedas de Canendiyu
- Santa Casa de Misericórdia de Curitiba
- O Parque Inglez
- Igreja da Ordem - restauro e história
- Pilarzinho: o bairro na história da cidade
- Portão: o bairro na história da cidade
- Leiteria Schaffer
- A estrada do Mato Grosso
- Dom Jerônimo Mazzarotto
- Rua da Liberdade
- Bosque João Paulo II - Memorial da Imigração Polonesa
- Memória de vida, Mário Braga de Abreu
- Despoluição visual de Curitiba
- Memória de Vida, Tadeusz Morozowicz
- Cabral e Juvevê: o bairro na história da cidade
- Memória de Vida de Lysandro Santos Lima (1906-1982)
- Campo Comprido - subsídios para história do Rio Barigüi
- Memória de Vida de Helene Garfunkel

### Reconhecimento público
Rafael Greca recebeu inúmeras condecorações e prêmios internacionais. Entre os mais significativos está o Prêmio Mundial do Habitat 1996 ou World Habitat Award 1996, da Organização das Nações Unidas, pelo conjunto de sua obra humanitária.
- Medalha Ulysses Guimarães[24]
- Pomba do COI - Comitê Olímpico Internacional
- Prêmio Presidente da República da Itália pelos 500 anos do Brasil
- Medalha de Cooperador da viagem do Papa João Paulo II ao Brasil em 1980
- Vulto Emérito de Curitiba, 1998, concedido pela Câmara Municipal
- Ordem do Rio Branco, na categoria de Grande Oficial
- Ordem do Rio Branco, categoria Grã-Cruz
- Grã Cruz
- Grande Oficial
- Mérito da Cidade de Jerusalém
- Ordem do Castelo de Himeji
- Ordem de Maio ao Mérito
- Ordem do Pinheiro
- Ordem do Mérito Naval do Brasil
- Ordem do Mérito da Bahia

### Secretaria do Desenvolvimento Sustentável do Paraná
Em 21 de março de 2025 anunciou em suas mídias sociais sua nomeação no cargo de Secretário Estadual de Desenvolvimento Sustentável do Paraná, nomeado por seu correligionário, o governador Ratinho Júnior (PSD-PR).

## Controvérsias
Em 2012, Greca foi inocentado das acusações de envolvimento com a máfia dos caça-níqueis.

### Possível desvio de peças históricas do acervo da Casa Klemtz
Em 1995, durante seu primeiro mandato, a Fundação Cultural de Curitiba (FCC) comprou a Casa da Família Klemtz, no bairro Fazendinha, com o intuito de transformá-la em patrimônio histórico. Em 2001, três anos após sair da prefeitura, o órgão redigiu relatório sobre o sumiço de 12 peças do acervo do imóvel. Dessas, uma cristaleira e dois lavatórios, um deles do século XIX, aparecem em imagens publicadas pelo próprio Rafael Greca em seu perfil do Facebook em 2014. A FCC, em 2016, enviou relatório para sindicância que apura desaparecimento das obras da Casa Klemtz.
Em junho de 2019, a procuradoria de Curitiba, após a comprovação da Promotoria de Justiça e Proteção ao Patrimônio Público de Curitiba, do Ministério Público do Paraná, emitiu relatório que afirma que as peças na chácara do político não tem relação com as peças desaparecidas, e assim o processo foi arquivado.